# Condado de Knox (Indiana)
O Condado de Knox é um dos 92 condados do Estado americano de Indiana. A sede do condado é Vincennes, e sua maior cidade é Vincennes. O condado possui uma área de 1 357 km² (dos quais 21 km² estão cobertos por água), uma população de 39 256 habitantes, e uma densidade populacional de 29 hab/km² (segundo o censo nacional de 2000). O condado foi fundado em 1790.